# 리빙스턴 (스코틀랜드)

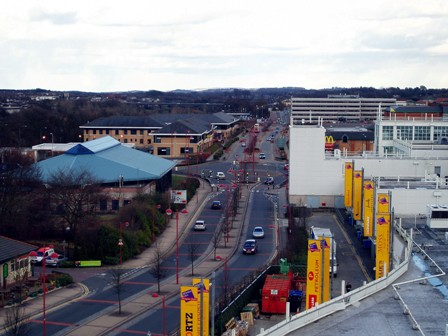
리빙스턴

리빙스턴(영어: Livingston, 스코트어: Leivinstoun, 스코틀랜드 게일어: Baile Dhùn Lèibhe)은 스코틀랜드 웨스트로디언의 도시로 인구는 56,269명(2011년 기준)이다. 에든버러에서 서쪽으로 약 25km, 글래스고에서 동쪽으로 약 50km 정도 떨어진 곳에 위치한다.